# السواغ
السواغ عزلة، (والعزلة مصطلح متعارف عليه في اليمن على أنه مجموعة من القرى) ووفق التقسيم الجغرافي في اليمن فإن اليمن تتكون من عدة محافظات وكل محافظة تتكون من عدة مديريات وكل مديرية تتكون من عدة عٌزل (مفردها عٌزلة بضم العين) والعُزلة عبارة مجموعة من القرى
فتكون كالتالي اليمن - محافظة تعز -مديرية مقبنة (شمير) - السواغ

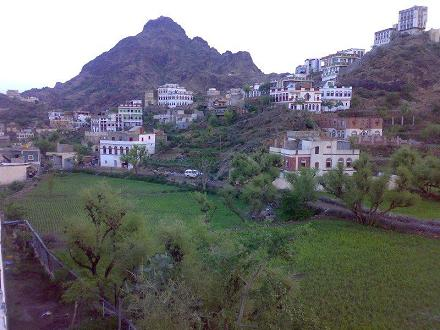
السواغ.

## تسمية السواغ
بعض الأهالي يطلقون على منطقة السواغ مسمى السوغين كونها تتكون من منطقتين جبل ووادي ولكن الارجح والأشهر هو السواغ
وإذا نسب شخص إلى المنطقة فيقال السوغي(يحذف الألف لغويا في النسبة والتثنية)
تاريخياً :يقال أن التسمية أتت من اشتغال أهالها في المسوغات(المصوغات) قديماً.

## الموقع الجغرافي والتضاريس
محافظة تعز في المناطق الجنوبية(جغرافياً) وشمير تقع شمال غرب تعز والسواغ شرق شمير
يحد السواغ من الشمال منطقة بني سيف ومن الشرق قرية العميصيه ومن الغرب قرية ركاب
ومن الجنوب منطقة الاشعوب
تعتبر السواغ من الناحية التضاريسية جبل ووادي فيطلق على المنطقة المرتفعة في ثنايا ومرتفعات الجبال اسم سواغ الجبل أو جبل السواغ اما المنطقة التي في أسفل الجبال فتسمى سواغ الوادي
في منطقة سواغ الجبل يبهرك جمال الطبيعة الخلاب فيها خصوصا أيام الأمطار حيث منخفض السحب الجوي يعانق قمم الجبال ويبهرك فيها المدرجات الزراعية الخضراء مع الجو المعتدل(على مدار السنة) اما في منطقة سواغ الوادي فروعتها لاتقل عن سواغ الجبل ففيها الزراعة والمروج والمدرجات الخضراء
من قرى السواغ القرية، الحافة، المعالية، برح الفجرة، برح الشعيب، الجبوب، الجميمة، جرفان،
برح الحقيل، الميهال، الشقة، الرنف

## طريق السواغ
الطرق المؤدية إليها يمكن الوصول إليها عبر طريق الكمب ذيبة لتصل إلى منطقة الكدحة ثم
تصادف قرية الحقيل (جنوبا) وعند الشرق قرية الجميمة ثم تواصل شمالا ستصل إلى سفوح جبال السواغ(قليلة الارتفاع)
اما الطريق الآخر وهو من منطقة هجده يعتبر أقدم طريق على مر العصور الذي كان يمر بمنطقة الكرابدة ثم بني سيف ثم سوق الخميس ستجد معظم قرى سواغ الوادي لان هذا الطريق
يعتبر طريق عبر الوادي وليس عبر الجبال

## حكاية المقهاية
حكاية المقهاية :المقهاية هي المكان الذي يتناول فيه الاخرون القهوة أو الشاي ويرتاحون من عناء السفر فيه ووجدت هذه المقهاية بالقرب من سواغ الوادي وبني سيف وكانت مكان للراحة خصوصا وجود خُط(بضم الخاء) وهو طريق يربط بين الحديدة وتعز وكان هو الخط الوحيد للزوار والتجار وجميع المسافرين فا أطلق على ذلك المكان اسم المقهاية.
اشتهرت المقهابة كثيرا وصارت مركزا لمرتادي التجارة والبيع والشراء قديما وكل كان يدلي بدلوه في البيع والشراء وكانت ملتقي لجميع أبناء تلك المناطق من سواغ الجبل والوادي والمناطق المجاورة كبني سيف وميراب ومرابعة وركاب وغيرها ولكن مع انتقال الطريق إلى الجهة الأخرى عبر حيس والجراحي والبرح فإن المقهاية صارت شبه مهجورة الا القلة القليل

## التركيبة السكانية
التركيبة السكانية :قديماً كان سكان السواغ يعملون في الزراعة وكسب لقمة العيش من هذه الحرفة ولكن مع مرور الوقت وصعوبة الحياة اتجه معظمهم إلى الهجرة والاغتراب منذ عام 1900 م واستمرت عجلة الزمن وزاد عدد المغتربين في الخارج في دول الجوار وفي بريطانيا وأمريكا وغيرها من دول أوروبا إلى الوقت الحاضر شأنها شأن المناطق الأخرى في اليمن

## التعليم
يشهد التعليم في السواغ إقبال ملموس وحثيث من أبنائه والاهتمام بالعلم وإتمام الدارسة(لأن بعض المناطق لايكملون المسيرة التعليمية لظروف عديدة) فمنهم المهندس والطبيب والاستاذ والموظف والضابط وغيرهم
ويوجد في السواغ العديد من الصروح التعليمية
على سبيل المثال مدرسة الصديق في السواغ(سواغ الجبل) التي اسهمت في تخريج الكثير من الكوادر الشباب من أبناء السواغ وأبناء القرى المجاورة مثل الحقيل وركاب ومرابعة والرباط والاشعوب..الخ

## شخصيات من السواغ
من أشهر من انحبتهم السواغ
الشيخ الفقيه حسان بن سعيد بن عمرو السوغي الشميري وكان من علماء الفقه الذي الف وكتب
واثره يذكر إلى الآن
الكاتب المتألق الشاب داود دائل الشميري الذي قدم الكثير من أعماله القصصية في معظم الصحافات والمجلات المحلية وحاز على جائزة رئيس الجمهورية في القصة القصيرة على مستوى محافظة تعز عام 2007

## معالم تاريخية
من المعالم التاريخية يطل على منطقة السواغ جبل مؤيمرة والذي يحتوي على قلعة
مؤيمرة التاريخية التي سكنها حسن بن يحي أيام الحكم العثماني والتي لا زال إلى الآن بقايا اطلالها ونسُجت العديد من القصص والحكايات حول مؤيمرة